# Alien Resurr-Eggtion
Az Alien Resurr-Eggtion a Totál Dráma Akció című kanadai animációs sorozat második epizódja.

## Leírás
Mindenki megkapja a reggelit, majd Chris elmondja a feladatot. A versenyzőknek meg kell szerezniük a kazánházban elrejtett űrlény-tojásokat, majd vissza kel őket juttatniuk a színházhoz, úgy, hogy az idegennek beöltözött Séf ne kapja el őket. Akit lelő a paintball-puskájával, az veszít. Izzy (Kaleidoszkóp) közelharcba keveredik a Séffel, de végül ő se ússza meg. A két nyertes választhat magának csapatot. A két győztes Gwen és Trent. Nagyon megijednek, amikor megtudják, hogy egymás ellen lesznek. A végén mindenki összegyűl a Chris Színházban, ami a Totál Dráma Sziget tábortüzét helyettesíti. Mályvacukor helyett pedig Arany-Chris van. Végül Geoff-nek és Bridgette-nek kell végig sétálnia a Szégyen Járdáján, majd kellett elmennie a csotrogány limuzinnal, mert semmit se csináltak a próbán, csak egymás száján voltak.

## Státusz
| #         | Helyezés |
| --------- | -------- |
| Gwen      | Nyer     |
| Trent     | Nyer     |
| Leshawna  | Utolsó   |
| Heather   | Veszít   |
| Owen      | Veszít   |
| DJ        | Veszít   |
| Duncan    | Veszít   |
| Beth      | Veszít   |
| Harold    | Veszít   |
| Justin    | Veszít   |
| Lindsay   | Veszít   |
| Izzy      | Veszít   |
| Bridgette | Kiesik   |
| Geoff     | Kiesik   |